# استفانیا بار
استفانیا بار (انگلیسی: Stefania Barr؛ زادهٔ ۴ دسامبر ۱۹۹۴) یک موسیقی‌دان و هنرپیشه اهل ایالات متحده آمریکا است. وی از سال ۲۰۰۱ میلادی تاکنون مشغول فعالیت بوده‌است.